# Selim Muça
Haxhi Selim Muça (ur. 1930, zm. 18 września 2016) – albański duchowny muzułmański (sunnita), w latach 2004-2014 wielki mufti Albanii.

## Życiorys
Był synem imama. Ukończył studia geologiczne na Uniwersytecie Tirańskim. W latach 1964–1991 pracował w przedsiębiorstwie geologicznym w Bulqizie jako geodeta i kartograf. W 1992 zaangażował się w odtwarzanie wspólnoty muzułmańskiej w Albanii po okresie państwowego ateizmu. W 1994 został muftim w Elbasanie, zajmował się także sprawami kadrowymi we Wspólnocie Muzułmańskiej Albanii (Komunitetit Mysliman Shqiptar).
17 marca 2004 został wybrany Wielkim Muftim Albanii. Funkcję tę pełnił do roku 2014. Z uwagi na podeszły wiek i pogarszający się stan zdrowia zrezygnował ze stanowiska. Zmarł w 2016 i został pochowany na cmentarzu Tufinë.
Był żonaty (żona Zisa), miał troje dzieci.